# Josef Pavel Sedeler
Josef Pavel Sedeler či též Seddeler (německy Joseph Paul Seddeler, 25. ledna 1735, Nové Město pražské – 4. září 1776, tamtéž?) byl český římskokatolický duchovní, pomocný biskup v pražské arcidiecéze a rektor Univerzity Karlovy.

## Život
Josef Pavel Sedeler byl pokřtěn 25. ledna 1735 na Novém Městě pražském. 
Na kněze byl vysvěcen 18. prosince 1757, později byl děkanem v Trutnově. V roce 1769 se stal kanovníkem metropolitní kapituly u svatého Víta v Praze. 
V roce 1774 získal v Praze doktorát teologie a 9. prosince 1774 se stal rektorem Univerzity Karlovy. 11. září 1775 byl jmenován titulárním biskupem v Lycopoli a pomocným biskupem v Praze a vysvěcen 13. září. Jako beneficium získal v témže roce místo (nerezidentního) děkana kolegiátní kapituly sv. Kosmy a Damiána ve Staré Boleslavi.